# Океке, Валериан

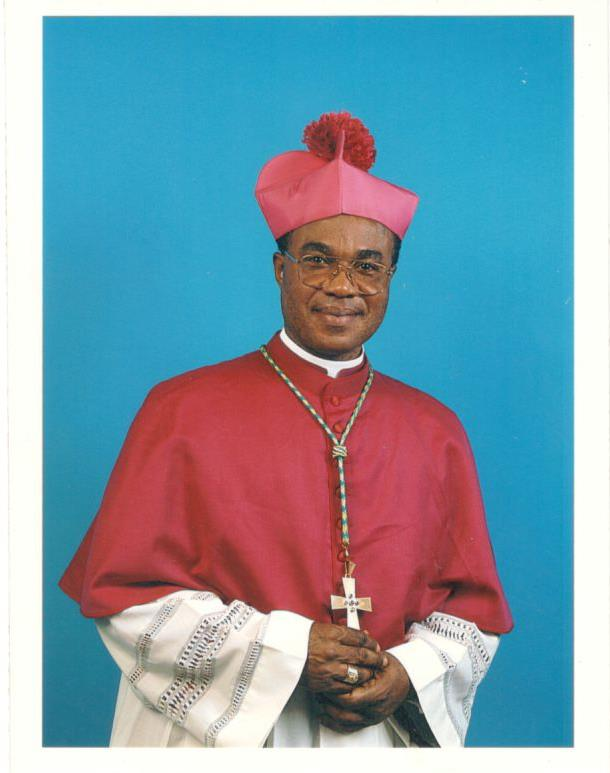

Валериан Океке (Valerian Okeke, 20 октября 1953 год, Колониальная Нигерия) — католический прелат, архиепископ Оничи с 1 сентября 2003 года.

## Биография
11 июля 1981 года Валериан Океке был рукоположён в священника архиепископом Оничи кардиналом Фрэнсисом Аринзе, после чего служил в различных католических приходах архиепархии Оничи.
9 ноября 2001 года Римский папа Иоанн Павел II назначил Валериана Океке вспомогательным епископом архиепархии Оничи. 9 февраля 2002 года состоялось рукоположение Валериана Океке в епископа, которое совершил титулярный архиепископ Пии и апостольский нунций в Нигерии Освальдо Падилла в сослужении с архиепископом Оничи Альбертом Канене Обефуной и епископом Энугу Антонием Оконкво Гбуджи.
1 сентября 2003 года Римский папа Бенедикт XVI назначил Валериана Океке архиепископом Оничи.